# Bombyciella sericea
Bombyciella sericea là một loài bướm đêm trong họ Noctuidae.